# Grotte del Pre-Oreak
Le grotte del Pre-Oreak fanno parte del sistema carsico Vigant-Pre Oreak, situato nel comune di Nimis, in provincia di Udine, all'interno delle Prealpi Giulie. Questo sistema sotterraneo si sviluppa in un ambiente di grande valore naturalistico, facente parte del Sito di Importanza Comunitaria (SIC) Forra del Cornappo.

## Descrizione
Il complesso speleologico è composto principalmente da due cavità collegate da un sifone di circa 30 metri:
- Abisso di Vigant (Fr 66),[3] che funge da cavità assorbente.
- Grotta Pre Oreak (Fr 65)[4], l’antico sistema di deflusso idrico.

Il sistema ha uno sviluppo totale di 1.870 metri con un dislivello di 280 metri. L'Abisso di Vigant è caratterizzato da pozzi verticali che richiedono attrezzature speleologiche , mentre la Grotta Pre Oreak è visitabile senza particolari difficoltà tecniche, sebbene sia sconsigliato l'accesso senza guida esperta e in condizioni di forte pioggia.
L'area è stata valorizzata grazie al progetto Spelaion-Logos Nimis, finanziato dal programma Interreg III Italia-Slovenia (2000-2006), che ha migliorato l’accessibilità e promosso il turismo speleologico e naturalistico nella zona.

## Ambiente naturale
Le grotte si trovano in un'area ad alta piovosità e a temperatura media annua compresa tra 9 e 13°C, favorendo lo sviluppo di una vegetazione diversificata. Il bosco circostante è dominato da acero montano (Acer pseudoplatanus), frassino maggiore (Fraxinus excelsior) e carpino nero (Ostrya carpinifolia).
Il SIC “Forra del Cornappo” protegge un ecosistema di grande interesse, con specie vegetali rare come la Saxifraga petraea e il Ranunculus cassubicus, e una fauna che include il gatto selvatico (Felis silvestris) e il gambero di fiume (Austropotamobius pallipes).

## Geologia e paleontologia
Le grotte si sviluppano nei calcari cretacici dei Monti della Bernadia, risalenti a circa 145-98 milioni di anni fa. L'area è stata interessata da eventi geologici significativi, tra cui la formazione del Flysch del Grivò, una successione di rocce sedimentarie depositate tra il Paleocene e l'Eocene.
Di particolare interesse sono i fossili ritrovati nell'area, tra cui pesci preistorici, crostacei e meduse fossilizzate, oltre a resti di rudiste, molluschi bivalvi tipici dei mari tropicali del Cretaceo.